# Faro di Capo dell'Armi
Il faro di Capo dell'Armi si trova sulla scogliera dell'omonimo promontorio, nel comune italiano di Motta San Giovanni in Provincia di Reggio Calabria. Costituisce un importante riferimento per le navi che imboccano lo stretto da Sud e rappresenta la prima luce all'ingresso dello Stretto di Messina.

## Storia
Attivato nel 1867 e rinnovato nel 1959, il faro di Capo dell'Armi è costituito da una torre bianca ottagonale in muratura su un fabbricato a 2 piani. L'ottica del faro è costituita da lenti di Fresnel le quali ruotano intorno ad una lampada di 1000 watt.

## Gestione
Il faro è gestito dalla Reggenza Fari di Capo dell'Armi della Marina Militare italiana ed è tuttora presidiato dal personale. La Marina Militare gestisce tutti i fari presenti sul territorio nazionale. La reggenza di Capo dell'Armi ha in carico anche il faro di Capo Spartivento (n° 3384 elenco fari).